# أدب عصر النهضة
يشير مصطلح أدب عصر النهضة إلى الفترة في الأدب الأوروبي التي بدأت في إيطاليا خلال القرن الرابع عشر وانتشرت في جميع أنحاء أوروبا خلال القرن السابع عشر. تنوع أثر النهضة في كافة أنحاء القارة؛ عاشت البلدان ذات الغالبية الكاثوليكية أو البروتستانتية عصر النهضة بشكل مختلف مقارنة مع المناطق التي كانت الكنيسة الأرثوذكسية مهيمنة فيها ومعبرة عن ثقافتها، فضلا عن تلك المناطق من أوروبا التي كانت خاضعة للحكم الإسلامي.
ويتميز أدب عصر النهضة بتبني الفلسفة الإنسانية وإحياء العصور القديمة الكلاسيكية. جرت الاستفادة من انتشار الطباعة في الجزء الأخير من القرن الخامس عشر.

## نظرة عامة
بالنسبة لكتّاب عصر النهضة، ظهر الإلهام اليوناني الروماني في مواضيع كتاباتهم والأشكال الأدبية التي استخدموها. نُظر إلى العالم من منظور مركزية الإنسان. وتم إحياء الأفكار الأفلاطونية ووضعها تحت خدمة المسيحية. استُكمل المشهد الأيديولوجي لتلك الفترة بالبحث عن ملذات الحواس والروح النقدية والعقلانية. ظهرت أنواع أدبية جديدة مثل المقالة (مونتين) والأشكال الموزونة الجديدة مثل المقطع الشعري السنبسري.
تباين أثر النهضة عبر القارة؛ إذ شهدت البلدان التي هيمنت عليها الكاثوليكية أو البروتستانتية نهضة مختلفة. كانت المناطق التي تهيمن عليها الكنيسة الأرثوذكسية الشرقية ثقافيًا، وكذلك المناطق الأوروبية الخاضعة للحكم الإسلامي، خارج نطاق تأثير النهضة إلى حد ما. ركزت الفترة على تحقيق الذات وقدرة الفرد على تقّبل ما يجري في حياته.[بحاجة لمصدر]
كانت بدايات أدب عصر النهضة في إيطاليا في القرن الرابع عشر؛ يُعدّ بتراركا ومكيافيلي وأريوستو أمثلة بارزة على كتّاب النهضة الإيطالية. انتشر تأثير عصر النهضة من إيطاليا في أوقات مختلفة إلى بلدان أخرى واستمر في الانتشار في جميع أنحاء أوروبا حتى القرن السابع عشر. تعود النهضة الإنجليزية والنهضة في اسكتلندا إلى أواخر القرن الخامس عشر وحتى أوائل القرن السابع عشر. في شمال أوروبا، يمكن اعتبار كتابات إيرازموس التربوية ومسرحيات ويليام شكسبير وقصائد إدموند سبنسر وكتابات السير فيليب سيدني نهضةً في طابعها.
عمل تطوير الألمانيّ يوهان غوتنبرغ لآلة الطباعة (باستخدام الحرف المتحرك) في عام 1440 على تشجيع المؤلفين على الكتابة بلغاتهم المحلية بدلًا من اللغتين الكلاسيكيتين اليونانية أو اللاتينية، وبالتالي توسيع جمهور القراءة وتعزيز انتشار أفكار عصر النهضة.